# Valentina Bellè
Valentina Bellè (ur. 16 kwietnia 1992 w Weronie) – włoska aktorka filmowa i telewizyjna.

## Biografia
Valentina Bellè urodziła się w Weronie we Włoszech. Jej ojciec jest Włochem a matka Niemką. Po ukończeniu liceum pracowała jako modelka, biorąc udział w pokazach mody i sesjach zdjęciowych. W wieku 19 lat przeprowadziła się na cztery miesiące do Nowego Jorku, tam uczęszczała do Instytutu Teatralnego i Filmowego im. Lee Strasburga na zajęcia z aktorstwa. W 2012 aktorka wróciła do Włoch i wzięła udział w warsztatach Roberta Castle’a w Wiedniu, a we wrześniu w seminarium Michaela Margotty w Rzymie. W 2014 dostała swoje pierwsze role, w tym niewielką rolę w filmie La vita oscena reżyserii Renato De Maria oraz komedii La buca.

## Filmografia

### Filmy
| Rok  | Tytuł                                                   | Rola              | Reżyser                                   | Informacje           |
| ---- | ------------------------------------------------------- | ----------------- | ----------------------------------------- | -------------------- |
| 2014 | Under the Series                                        | Alice             | Ivan Silvestrini Cristopher A. Verrocchio | film krótkometrażowy |
| 2014 | La vita oscena                                          | Ragazza Bacio     | Renato De Maria                           |                      |
| 2014 | La buca                                                 | Arianna           | Daniele Ciprì                             |                      |
| 2015 | Cudowny Boccaccio (Maraviglioso Boccaccio)              | siostra Emilii    | Paolo i Vittorio Taviani                  |                      |
| 2015 | Il Natale di Lia                                        | Lia               | Michele Giamundo Massimo Trognoni         | film krótkometrażowy |
| 2017 | Il permesso – 48 ore fuori                              | Rossana           | Claudio Amendola                          |                      |
| 2017 | Nieporadne miłości (Amori che non sanno stare al mondo) | Nina              | Francesca Comencini                       |                      |
| 2017 | Prywatna sprawa (Una questione privata)                 | Fulvia            | Paolo Taviani                             |                      |
| 2018 | Fabrizio De André: Principe libero                      | Dori Ghezzi       | Luca Facchini                             |                      |
| 2019 | Dolceroma                                               | Jacaranda Ponti   | Fabio Resinaro                            |                      |
| 2019 | W labiryncie (L’uomo del labirinto)                     | Samantha Andretti | Donato Carrisi                            |                      |

### Seriale
| Rok  | Tytuł                                                      | Rola             | Informacje        |
| ---- | ---------------------------------------------------------- | ---------------- | ----------------- |
| 2015 | Sfida al cielo – La narcotici 2                            | Arianna          | sez. 1, odc. 1    |
| 2016 | Medyceusze: Władcy Florencji (Medici: Masters of Florence) | Lucrezia         | sez. 1, odc. 1–8  |
| 2017 | Sirene                                                     | Yara             | sez. 1            |
| 2018 | Geniusz (Genius)                                           | Jacqueline Roque | sez. 2, odc. 9–10 |
| 2019 | Paragraf 22 (Catch-22)                                     | Clara            | sez. 1, odc. 2–4  |
| 2019 | Volevo fare la Rockstar                                    | Olivia           | sez. 1            |